# Włodzimierz Głodek

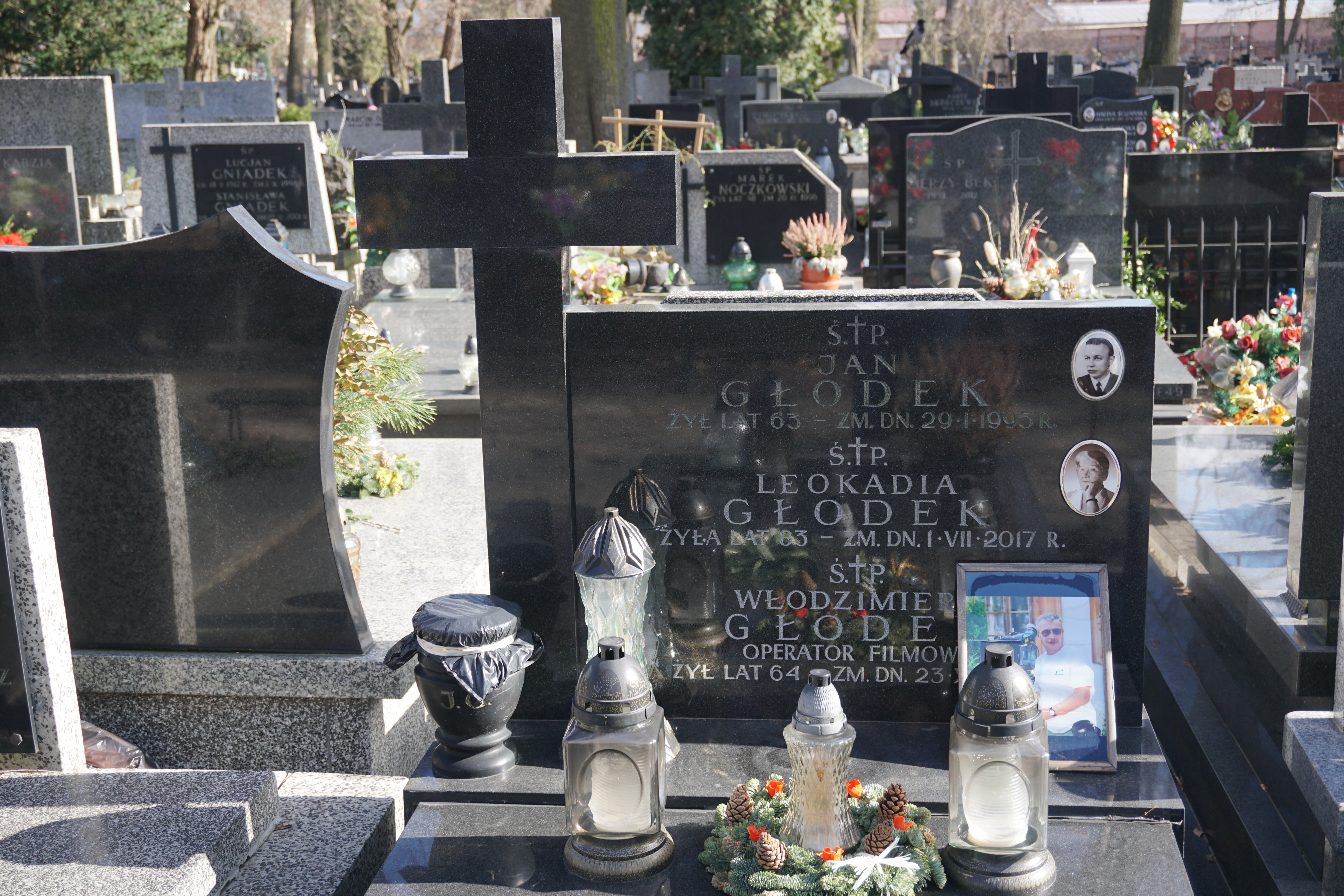
grób Włodzimierza Głodka na cmentarzu Bródnowskim

Włodzimierz Głodek (ur. 26 lipca 1954 w Sochaczewie, zm. 23 października 2018 w Warszawie) – polski operator, realizator i producent filmowy. W 1978 zdobył wykształcenie na Wydziale Operatorskim PWSFTviT w Łodzi. Pochowany na cmentarzu Bródnowskim (kwatera 19F-6-9).

## Teatr telewizji
- 2000 – Tajemnica zwyczajnego domu – zdjęcia
- 2000 – Grzechy starości – zdjęcia
- 1999 – Wypadek – zdjęcia
- 1998 – Łukasz – zdjęcia
- 1997 – Wszystko gra! – zdjęcia
- 1995 – Królewskie echo – zdjęcia
- 1993 – Amadeusz – realizacja światła
- 1991 – Herkules i stajnia Augiasza (F. Durrenmatt) – zdjęcia
- 1991 – Garderobiany – realizacja telewizyjna
- 1985 – Ferdydurke – realizacja światła

## Film
- 2007 – Ranczo Wilkowyje – zdjęcia
- 2002 – Pani Basia, Pani Róża – realizacja wizji
- 2001 – Garderoba damska – zdjęcia
- 2000 – To my – zdjęcia
- 2000 – Piotrek zgubił dziadka oko, a Jasiek chce dożyć spokojnej starości – zdjęcia
- 1999 – Wszystkie pieniądze świata – zdjęcia
- 1998 – Spona – zdjęcia
- 1998–1999 – Co cię znowu ugryzło? – zdjęcia
- 1997 – Sposób na Alcybiadesa – zdjęcia
- 1994 – Oczy niebieskie – zdjęcia, produkcja
- 1993 – Goodbye a Rockefeller – zdjęcia, operator kamery
- 1993 – Człowiek z … – zdjęcia, operator kamery
- 1993–1994 – Bank nie z tej ziemi – zdjęcia (odcinki: 6)
- 1992 – Żegnaj Rockefeller – zdjęcia, operator kamery
- 1990 – Piggate – zdjęcia, operator kamery
- 1988 – Pan Kleks w kosmosie – zdjęcia
- 1987 – O rany, nic się nie stało!!! operator kamery, konsultacja (obrazu filmowego)
- 1985 – Podróże pana Kleksa – zdjęcia, operator kamery
- 1984 – Jajo – zdjęcia
- 1983 – Święto księżyca – zdjęcia
- 1983 – Synteza – zdjęcia
- 1982 – Przygrywka – operator kamery
- 1981 – Ślepy bokser – współpraca operatorska
- 1981 – On, ona, oni – operator kamery
- 1981 – Fik – mik – współpraca operatorska
- 1980 – Pałac – operator kamery
- 1980 – Mniejsze niebo – operator kamery

## Serial
- 2010 – Ludzie Chudego – zdjęcia
- 2007 – Trzy po trzy. Numery z kwatery – zdjęcia (odcinek 1)
- 2007–2011 – Barwy szczęścia – zdjęcia (odcinki: 90–91, 103–104, 106, 108, 110, 113–120, 122, 127–133, 138–144, 223, 229–235, 237, 239–240, 243, 245, 247–252, 258–264, 289, 296–299, 307–312, 315–324, 333, 337–338, 340, 342–348, 352, 354–361, 364, 367–373, 378–388, 391–397, 399, 402–408, 415–420, 423, 425, 427–432, 434–436, 438, 439–444, 448, 451, 453–454)
- 2006 – U fryzjera – zdjęcia
- 2006–2011 – Ranczo – zdjęcia
- 2005 – Dziki 2 – zdjęcia
- 2004–2006 – Pensjonat pod Różą – zdjęcia (odcinki: 40–46, 50–), operator kamery
- 2004 – Camera Cafe – zdjęcia
- 2004 – Całkiem nowe lata miodowe – zdjęcia
- 2002–2003 – Kasia i Tomek – zdjęcia
- 2000–2001 – Miasteczko – zdjęcia (odcinki: 1–59)
- 1998–2003 – Miodowe lata – realizacja (w odcinku 47 określenie funkcji: zdjęcia czołówki)

## Etiudy szkolne PWSFTviT
- 1979 – Wars – zdjęcia
- 1979 – Miniatury muzyczne – reżyseria, zdjęcia
- 1978 – Pies (etiuda)Pies (R. Gliński) – zdjęcia
- 1978 – Calineczka – zdjęcia
- 1977 – Pracownia (M. Szczepański) – zdjęcia
- 1977 – Po drugiej stronie lustra – zdjęcia
- 1977 – Non omnis… – zdjęcia
- 1972 – Tik – tok – współpraca

## Krótki metraż, dokument, animacja
- 1998 – Sprawa pułkownika Kuklińskiego – zdjęcia
- 1997 – Życie jak film (Jędryka S.) – zdjęcia
- 1996 – Larum grają... Rzecz o Henryku Sienkiewiczu – zdjęcia
- 1995 – Kasztelan – zdjęcia
- 1995–1999 – Gość w dom (D. Wasylewska, A. Wasylewski) – zdjęcia
- 1994 – Patrzeć muzyką. O muzyce teatralnej Zygmunta Konie – zdjęcia
- 1992 – Tren na śmierć Cenzora – zdjęcia
- 1992 – Bogdan i inni... – zdjęcia
- 1988 – Zabaweczki – zdjęcia
- 1983 – Czuję się świetnie – operator kamery
- 1981 – Pierwszy film – współpraca
- 1979 – Echo – zdjęcia
- 1978 – Korowód z morałem – zdjęcia